# Бой у Нордкапа
Бой у Нордкапа (26 декабря 1943 года) — морской бой у мыса Нордкап во время Второй мировой войны, в котором корабли ВМФ Великобритании потопили немецкий линкор «Шарнхорст». Этот бой считается вторым самым северным морским сражением в истории после боя тяжёлого крейсера «Адмирал Шеер» с пароходом «Александр Сибиряков».

## Предыстория
Получив информацию о движениях конвоев JW-55B (15 транспортов, эскорт 10 эсминцами) и RA-55A (22 транспорта, эскорт — крейсеры «Норфолк», «Шеффилд», «Белфаст» и 8 эсминцев) под командованием вице-адмирала Роберта Барнетта, немецкое командование отправило линкор «Шарнхорст» в сопровождении 5 эсминцев на перехват. Немецкие корабли вышли в море 25 декабря 1943 года.
В полночь на 26 декабря немецкие корабли нарушили режим радиомолчания, доложив командованию, что из-за тяжёлых погодных условий боевые действия эскадренных миноносцев практически невозможны — в ответ ему было получено разрешение вести боевую операцию силами одного линкора. Эти радиограммы были перехвачены и переданы адмиралу Брюсу Фрэзеру на линкор «Дюк оф Йорк». В непогоду, не имея достоверной информации о противнике, «Шарнхорст» вышел прямо на крейсерскую группу англичан.

## Ход боя
7:54 Выход на море[уточнить]

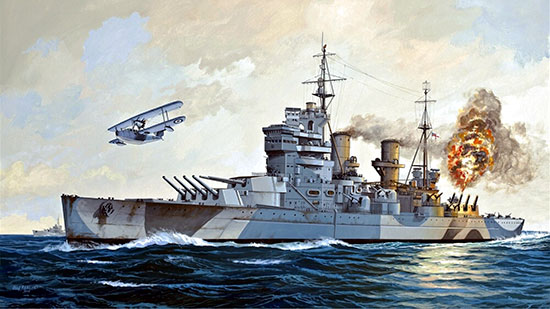
Британский линкор «Дьюк оф Йорк» (англ. Duke of York – «Герцог Йоркский»). Современный рисунок.

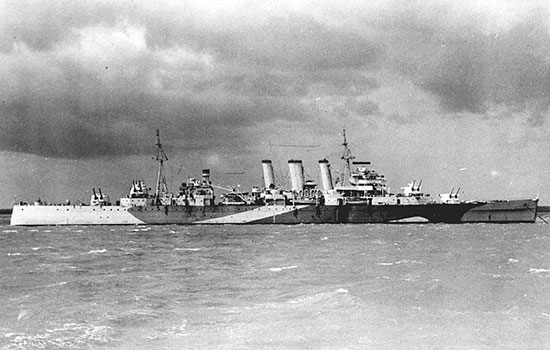
Британский тяжелый крейсер «Норфолк»

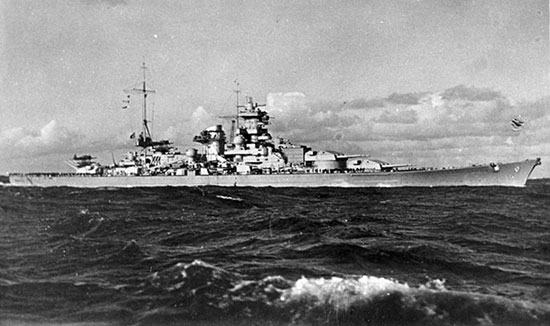
«Шарнхорст» (нем. Scharnhorst), линкор ВМС Германии во Второй мировой войне.

8:36 «Шарнхорст» был замечен на экранах радиолокационных станций крейсеров «Норфолк» и «Белфаст».
9:29 Начало боя. Британский тяжёлый крейсер «Норфолк» первым открыл огонь. Немецкий линкор немедленно ответил залпами артиллерии главного калибра и изменил курс, пытаясь уклониться от боя. В течение 20-минутной перестрелки в «Шарнхорст» попало три 203-мм снаряда. Первый ударил в верхнюю палубу с левого борта между палубной 150-мм установкой и торпедным аппаратом. Другой снаряд попал в носовые дальномеры. Была уничтожена антенна носового радара. Третий снаряд попал в полубак и взорвался в кубрике. Тем не менее, «Шарнхорст» смог оторваться от британских крейсеров и в дальнейшем снова предпринял атаку на конвой. К 12 часам он вышел к северо-востоку от него.
В это время радиолокатор крейсера «Белфаст» поймал сигнал с «Шарнхорста». Все три британских крейсера пошли в атаку. На «Шарнхорсте» их заметили и в очередной раз изменили курс. Этот поворот не дал сопровождавшему крейсеры дивизиону эсминцев выйти в атаку на немецкий рейдер. Вскоре крейсеры открыли огонь, на который «Шарнхорст» немедленно ответил. В этом бою крейсер «Норфолк» получил прямое попадание в кормовую башню. Персонал был срочно эвакуирован и артиллерийский погреб был залит водой. Второй снаряд попал в середину «Норфолка». В итоге всё радиолокационное оборудование крейсера, кроме одной системы, было выведено из строя. Погибли один офицер и шесть матросов, ещё пять человек были ранены. В это же время залп из 283-миллиметровых орудий накрыл «Шеффилд», и на палубу посыпались осколки, некоторые размером с футбольный мяч. Крейсер был повреждён в разных местах. Пользуясь преимуществом в скорости(скорость хода «Шарнхорста» - 31 узел, скорость хода «Норфолка» - 32,25 узла, но в данных штормовых условиях британские крейсера не могли развить более 28 узлов), «Шарнхорст» вышел из боя, но оторваться от крейсеров не смог.
После этого боя контр-адмирал Эрих Бэй решил возвращаться в базу. На обратном пути его перехватили британские корабли. В 16:17 радар британского линкора «Дюк оф Йорк» обнаружил противника на дистанции 225 кабельтовых, адмирал Фрэзер начал немедленное сближение с немецким рейдером. В 16:47 был открыт огонь осветительными снарядами, а в 16:50 все 10 14-дюймовых орудий главного калибра линкора «Дюк оф Йорк» и 12 6-дюймовых орудий крейсера «Ямайка» встретили «Шарнхорст» шквалом огня, нанеся ему фатальные повреждения (по мощности залпа «Дюк оф Йорк» значительно превосходил «Шарнхорст»: главные калибры 356 мм и 283 мм, вес снаряда — 720 и 300 кг, соответственно).
После этого английские крейсера и эсминцы начали торпедную атаку, выпустив в ходе боя 55 торпед, из которых 11 попали в цель.
Вокруг «Шарнхорста» было плотное облако дыма, поэтому с британских кораблей не видели, как он затонул.
В 19:48 «Белфаст» приготовился к торпедной атаке, но воздержался от неё, когда в свете осветительного снаряда увидел только плывущие обломки «Шарнхорста». Из 1968 человек экипажа англичане подобрали из воды только 36 матросов и унтер-офицеров.

## Дальнейшие события
Утром 27 декабря эскадра Фрэзера и крейсерская группа Барнетта вошли в Кольский залив. 28 декабря в 18:00, заправившись топливом в Полярном, объединённая эскадра Фрэзера и Барнетта вышла из Кольского залива и направилась на базу в Скапа-Флоу на Оркнейских островах.
За победу у мыса Нордкап адмирал Фрэзер был награждён орденом «Рыцарь Британской империи», ему был присвоен титул «Лорд мыса Нордкап».
Правительство СССР также наградило адмирала Фрэзера и вице-адмирала Барнетта орденами Суворова 1-й степени, а многих английских моряков — советскими орденами и медалями.